# Gavin Muir
Pour les articles homonymes, voir Muir.

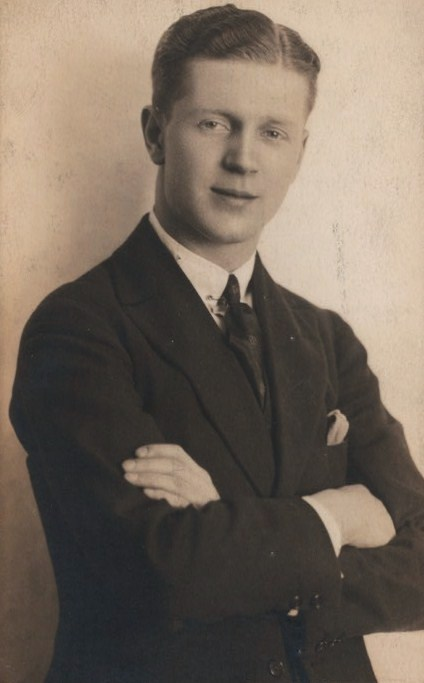
Photographié vers 1925

Gavin Muir est un acteur américain, né Gaven Muir le 8 septembre 1900 à Chicago (Illinois), mort le 24 mai 1972 à Fort Lauderdale (Floride).

## Biographie
D'abord acteur de théâtre, Gavin Muir joue à Broadway (New York) dans vingt-et-une pièces, la première étant Enter Madame, avec Blanche Yurka, représentée 350 fois d'août 1920 à avril 1922. Il se produit pour la dernière fois sur les planches new-yorkaises en 1938-1939.
Au cinéma, hormis une apparition dans un court métrage musical de 1932, il débute véritablement dans quatre films sortis en 1936, dont Marie Stuart de John Ford (avec Katharine Hepburn dans le rôle-titre, Fredric March et Florence Eldridge) et Le Pacte d'Henry King (avec Tyrone Power et Madeleine Carroll).
Parmi ses autres films notables, mentionnons La Mascotte du régiment de John Ford (1937, avec Shirley Temple et Victor McLaglen), L'Escadrille des aigles d'Arthur Lubin (1942, avec Robert Stack et Diana Barrymore), Les Conquérants d'un nouveau monde de Cecil B. DeMille (1947, avec Gary Cooper et Paulette Goddard), Tempête sur la colline de Douglas Sirk (1951, avec Claudette Colbert, Ann Blyth et Robert Douglas), ou encore Les Rubis du prince birman (Escape to Burma) d'Allan Dwan (1955, avec Barbara Stanwyck et Robert Ryan). Le dernier de ses cinquante-neuf films américains est Marée nocturne de Curtis Harrington, avec Dennis Hopper, sorti en 1961.
Fait particulier, il contribue à quatre films mettant en vedette Sherlock Holmes et le docteur Watson (personnifiés respectivement par Basil Rathbone et Nigel Bruce), La Voix de la terreur (1942), Sherlock Holmes à Washington (1943), Échec à la mort (1943) et La Maison de la peur (1945), les trois derniers réalisés par Roy William Neill.
Pour la télévision, Gavin Muir participe entre 1952 et 1965 à quatorze séries, dont Le Choix de... (un épisode, 1956) et Alfred Hitchcock présente (trois épisodes, 1956-1958).

## Théâtre à Broadway (intégrale)
(pièces, comme acteur, sauf mention complémentaire)
- 1920-1922 : Enter Madame de Gilda Varesi et Dolly Byrne, avec Blanche Yurka
- 1922-1923 : The Lady Cristilinda de Monckton Hoffe, avec Fay Bainter, Arthur Byron, Ferdinand Gottschalk, Leslie Howard, Elizabeth Patterson
- 1923 : The Love Set de Thomas Louden (+ producteur)
- 1923 : The Camel's Back de William Somerset Maugham, avec Louise Closser Hale, Violet Kemble-Cooper
- 1924 : The Best People de David Gray et Avery Hopwood, avec Charles Richman (adaptée au cinéma en 1925)
- 1925 : Week-end (Hay Fever) de Noël Coward, mise en scène par Noël Coward et Laura Hope Crews, avec Frieda Inescort, Harry Davenport, Laura Hope Crews
- 1926 : The Beaten Track de J. O. Francis, avec John Litel
- 1926 : The Man from Toronto de Douglas Murray
- 1927 : Mr. Pim passes by d'Alan Alexander Milne, avec Laura Hope Crews, Erskine Sanford, Helen Westley
- 1928 : Jeu dans le château (Játék a kastélyban - The Play's the Thing) de Ferenc Molnár, adaptation de Pelham Grenville Wodehouse, avec Selena Royle
- 1929 : Mystery Square d'Hugh A. Anderson, George Bamman et Constance Collier, d'après les nouvelles Le Club du suicide (Suicide Club) et Le Diamant du rajah (The Rajah Diamond) de Robert Louis Stevenson, avec Edgar Stehli
- 1929 : A Primer for Lovers de William J. Hurlbut, avec Alison Skipworth, Robert Warwick
- 1930 : Nancy's Private Affair de (mise en scène et produite par) Myron Coureval Fagan, avec Minna Gombell
- 1930 : That's the Woman de Bayard Veiller, avec Lucile Watson
- 1932 : They don't mean Any Arm d'Alan Alexander Milne
- 1932 : The Silent House de John G. Brandon et George Pickett
- 1933 : Springtime for Henry de Benn W. Levy, avec Henry Hull
- 1933 : Dangerous Corner de John Boynton Priestley
- 1935 : Play, Genius, Play ! de Judith Kandel, avec Ferdinand Gottschalk
- 1936 : Le Puritain (The Puritan), d'après le roman éponyme de Liam O'Flaherty, adaptation, mise en scène et production de Chester Erskine, avec Denis O'Dea
- 1938-1939 : Bachelor Born de Ian Hay, avec Francis Compton, Philip Tonge

## Filmographie partielle

### Au cinéma
- 1932 : Artistic Temper de Roy Mack (court métrage)
- 1936 : Marie Stuart (Mary of Scotland) de John Ford
- 1936 : Charlie Chan aux courses (Charlie Chan at the Race Track) de H. Bruce Humberstone
- 1936 : Le Pacte (Lloyd's of London) de Henry King
- 1937 : Petit Démon (The Holy Terror) de James Tinling
- 1937 : Fair Warning (en) de Norman Foster
- 1937 : La Mascotte du régiment (Wee Willie Winkie) de John Ford
- 1939 : Tarzan trouve un fils (Tarzan finds a Son !) de Richard Thorpe
- 1941 : Un Yankee dans la RAF (A Yank in the R.A.F.) de Henry King
- 1942 : Les Chevaliers du ciel (Captains of the Clouds) de Michael Curtiz
- 1942 : La Voix de la terreur (Sherlock Holmes and the Voice of Terror) de John Rawlins
- 1942 : Nightmare (en) de Tim Whelan
- 1942 : L'Escadrille des aigles (Eagle Squadron) d'Arthur Lubin
- 1943 : Sherlock Holmes à Washington (Sherlock Holmes in Washington) de Roy William Neill
- 1943 : Passeport pour Suez (Passport to Suez) d'André de Toth
- 1943 : Les Enfants d'Hitler (Hitler's Children) d'Edward Dmytryk
- 1943 : Échec à la mort (Sherlock Holmes faces Death) de Roy William Neill
- 1944 : Passport to Destiny de Ray McCarey
- 1944 : Le Joyeux Trio Monahan (The Merry Monahans) de Charles Lamont
- 1944 : L'Odyssée du docteur Wassell (The Story of Dr. Wassell) de Cecil B. DeMille
- 1944 : Les Blanches Falaises de Douvres (The White Cliffs of Dover) de Clarence Brown
- 1945 : La Maison de la peur (The House of Fear) de Roy William Neill
- 1945 : Les Amours de Salomé (Salome where she danced) de Charles Lamont
- 1946 : Les Héros dans l'ombre (O.S.S.) d'Irving Pichel
- 1947 : Meurtres à Calcutta (Calcutta) de John Farrow
- 1947 : Les Conquérants d'un nouveau monde (Unconquered) de Cecil B. DeMille
- 1947 : Californie terre promise (California) de John Farrow
- 1947 : Le Crime de madame Lexton (Ivy) de Sam Wood
- 1948 : Le Prince des voleurs (The Prince of Thieves) de Howard Bretherton
- 1949 : Enquête à Chicago (Chicago Deadline) de Lewis Allen
- 1951 : Deux Nigauds contre l'homme invisible (Abbott and Costello meet the Invisible Man) de Charles Lamont
- 1951 : Tempête sur la colline (Thunder on the Hill) de Douglas Sirk
- 1952 : La Femme au masque de fer (The Lady in the Iron Mask) de Ralph Murphy
- 1953 : Capitaine King (King of the Khyber Rifles) de Henry King
- 1954 : Richard Cœur de Lion (King Richard and the Crusaders) de David Butler
- 1955 : Les Rubis du prince birman (Escape to Burma) d'Allan Dwan
- 1955 : Le Renard des océans (The Sea Chase) de John Farrow
- 1957 : Johnny Trouble de John H. Auer
- 1958 : Une femme marquée (Too Much, Too Soon) d'Art Napoleon
- 1959 : L'Île des femmes perdues (Island of Lost Women) de Frank Tuttle
- 1959 : Quand la terre brûle (The Miracle) d'irving Rapper et Gordon Douglas
- 1961 : Marée nocturne (Night Tide) de Curtis Harrington

### À la télévision
- 1956 : Le Choix de... (Screen Directors Playhouse)
  - Saison unique, épisode 30 White Corridors de Ted Post
- 1956-1958 : Alfred Hitchcock présente (Alfred Hitchcock presents)
  - Saison 1, épisode 23 De retour à Noël (Back for Christmas, 1956) d'Alfred Hitchcock
  - Saison 3, épisode 18 Le Bain de minuit (Miss Bracegirdle does Her Duty, 1958) de Robert Stevens et épisode 37 La Voix (The Canary Sedan, 1958) de Robert Stevens
- 1959 : Bat Masterson
  - Saison 1, épisode 26 Man of Action